# 2055 Дворжак
2055 Дво́ржак  (2055 Dvořák) — астероїд головного поясу, відкритий 19 лютого 1974 року чехословацьким астрономом Любошем Когоутеком. Названо на честь чеського композитора і диригента Антоніна Леопольда Дворжака.
Тіссеранів параметр щодо Юпітера — 3,430.